# Cheironitis arrowi
Cheironitis arrowi är en skalbaggsart som beskrevs av Emile Janssens 1937. Cheironitis arrowi ingår i släktet Cheironitis och familjen bladhorningar. Inga underarter finns listade i Catalogue of Life.